# Apple FileWare

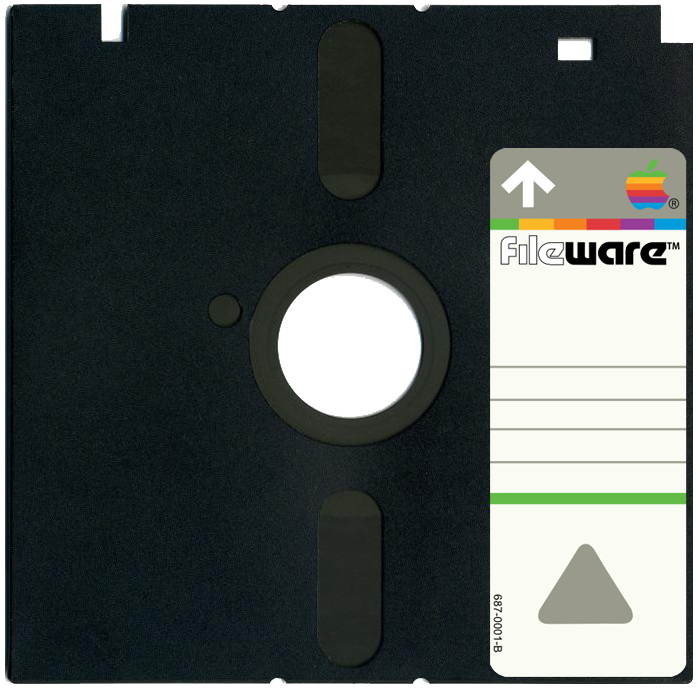
Disquete Fileware

Recibieron el nombre de Apple FileWare, tanto los disquetes como las unidades para su procesamiento que fueron diseñados por Apple Computer como una alternativa de más alto rendimiento que los sistemas Disk II y Disk III utilizados en los ordenadores personales Apple II y Apple III. También se conocen, en la documentación del servicio técnico, como unidades Apple 871, basándose en su capacidad aproximada de almacenamiento en kilobytes, pero generalmente se conocen por su nombre de código, Twiggy, que hacía referencia a la famosa modelo de los años 60

## Historia
En 1978, Apple tuvo la idea de desarrollar su propio mecanismo de disco para su uso en los nuevos ordenadores de negocio Apple III y Apple Lisa que estaban desarrollo, el FileWare. Ya desde el principio se encontraron con dificultades que les impidieron ser incorporados en el Apple III, que continuó utilizando el diseño de Shugart modificado anteriormente para el Disk II . Finalmente, las unidades FileWare fueron implementadas en el ordenador Lisa, lanzado el 19 de enero de 1983. El ordenador original Macintosh en un principio fue diseñado para llevar instalada una unidad Shugart modificada, más tarde, una unidad FileWare, y finalmente se entregó con la unidad de disco de 3.5 " 400k de Sony. Apple planeaba que las unidades de FileWare estuvieran disponibles para el Apple II y el Apple III, y las anunciaba bajo los nombres UniFile y DuoFile (para las unidad individuales o dobles, respectivamente), estos productos nunca ser comercializados .

## Unidades de disquete
Las unidades FileWare son de 5¼ "de doble cara, pero no son compatibles mecánicamente con los disquetes estándar de doble cara de la industria. En una unidad de disquete de una sola cara, la cabeza del disco se opone a una almohada de espuma que presiona el cabezal contra el disquete. En una unidad de disquete normal de doble cara, las cabezas superior e inferior se oponen casi directamente la una a la otra. los técnicos de Apple estaban preocupados por el desgaste, así como por la influencia del campo magnético de un cabezal al escribir los datos dejando su huella magnética interfiriendo sobre la pista magnética de la otra cara, problemático a la hora de la lectura (problema que la industria estaba en vías de solucionar, cruzando un cierto ángulo el entrehierro de un cabezal respecto al otro) y, diseñaron la unidad FileWare de manera que los cabezales superior e inferior estuvieran en lados diametralmente opuestos del disquete, cada uno presionado por su almohada correspondiente. Como solo hay un actuador (motor paso a paso) para mover ambas cabezas, cuando una cabeza está cerca del centro del disquete, el otro está cerca del borde exterior. .
La unidad tiene aproximadamente el mismo tamaño que una disquetera estándar de 5¼ ", pero no utiliza las ubicaciones estándar de los agujeros de montaje. La interfaz eléctrica es completamente diferente de la de las unidades estándar, pero conceptualmente similar a la del Disco II de Apple .

## Disquete
El disquete FileWare tiene las mismas dimensiones generales de un disquete normal de 5¼ pulgadas, pero debido a la disposición del cabezal, la chaqueta tiene unos forant no estándar para los cabezales, con dos conjuntos de recortes en lados opuestos del centro de giro. El sensor de protección de escritura también se encuentra en una ubicación no estándar, aunque la mayoría de disquetes de FileWare se produjeron sin ranura de protección contra escritura. La funda tenía un entallado a una esquina que servía de clave para evitar la inserción del disquete en una orientación incorrecta, y un agujero rectangular que la unidad podía utilizar para retener el disquete, evitando que no se retirara hasta que el la aplicación lo permitiera .
Las unidades de FileWare utilizan 62,5 pistas por pulgada en vez del estándar de 48 o 96 TPI y utilizan una alta densidad de flujo (comparable al formato IBM 1.2MB posterior introducido con el PC / AT). Esto requiere un soporte magnético de alta densidad personalizado. La coercitividad del soporte magnético requerida es similar a la del disquete de 1,2 MB, por lo que es posible modificar la chaqueta de un disquete de 1,2 MB para utilizarlo en una unidad FileWare.

## Formato
El formato del disco utiliza la grabación de grupos codificados (GCR) de manera muy similar a la del disco II. La unidad contiene circuitos para permitir el control del software sobre la velocidad del motor, que se utiliza para mantener una tasa de transición de flujo casi constante en todas las pistas, de forma que se puedan almacenar más datos en las pistas externas.
Cada sector físico almacena 512 bytes de datos y 20 bytes de etiquetas. Cada lado del disco tenía 46 pistas y el número de sectores por pista variaba de 15 a 22. Esto da como resultado 851 sectores por lado, o una capacidad total de 871.424 bytes.  El manual de hardware del Lisa no indica explícitamente el número total de sectores, pero la página 173 indica que hay 4 pistas de 22 sectores, 7x21, 6x20, 6x19, 6x18, 7x16 y 4x15. El controlador utiliza circuitos similares al controlador del Disco II, pero funciona con velocidad de reloj doble. El controlador utiliza un microprocesador dedicado MOS 6504; en Lisa está situado en la tarjeta de E / S del sistema y, para los productos UniFile / DuoFile, se encuentra en una tarjeta de interfaz que se conecta a una ranura de expansión periférica. La tarjeta I / O del Lisa 2/10 y del Macintosh XL utiliza el chip de controlador IWM sustituyendo los chips TTL del diseño anterior ...

## Fiabilidad
En la prueba de campo, las unidades de FileWare resultaron ser poco fiables. A principios de 1984, Apple introdujo el Lisa 2, que utilizaba una sola unidad de disquete Sony de 3½ "en lugar de los dos unidades FileWare del Lisa original. Se ofreció una actualización gratuita a los propietarios del Lisa 1.